# Luís, Delfim de França (1397-1415)
Luís de França, Duque de Guyenne (em francês: Louis de France, 22 de janeiro de 1397 - 18 de dezembro de 1415) foi o oitavo filho e o terceiro varão do rei Carlos VI da França e de Isabel da Baviera.

## Biografia
Nasceu no Hôtel Saint-Pol, em Paris. Sucedeu a seu irmão Carlos, morto em 13 de janeiro de 1401, como delfim da França e, no dia seguinte, foi feito duque de Guyenne.
Foi prometido em casamento, em 5 de maio de 1403, a sua prima Margarida da Borgonha, a filha primogênita do duque João I da Borgonha, sete anos mais velha, outrora noiva de seu irmão. O casamento aconteceu no ano seguinte, mas não foi consumado até 1409, quando Luís foi considerado de maior idade. Eles não tiveram filhos. Também em 1409, Luís se tornou líder do conselho real.
Luís veio a falecer aos dezoito anos, no Hôtel de Bourbon, em Paris. Seu corpo foi sepultado na Catedral de Notre-Dame e posteriormente transferido para a igreja da Abadia Real de Saint-Denis. Foi sucedido por seu irmão João, duque de Touraine, como delfim.